# Heinrich von Mattuschka
Heinrich Gottfried von Mattuschka ( * 22 de febrero de 1734 Jauer (hoy Jawor, Polonia - 9 de noviembre de 1779, Byczyna) fue un botánico y micólogo alemán-polaco . Escribe Flora silesiaca, e identifica y clasifica muchas plantas, como Quercus petraea. Fallece en Pitschen (hoy Pyszczyn, Polonia).

## Descendientes
Heinrich Gottfried von Mattuschka se casa el 29 de agosto de 1763 en Gläsersdorf con Marie Bernhardine Clara, Gräfin Clairon d'Haussonville (* 24 de febrero de 1742), naciendo de ese matrimonio:
- Joseph Eduard Maria (* 15 de junio de 1764 en Obergläsersdorf - † 2 de junio de 1829 en Pitschen), Conde de Matuschka, barón de Toppolczan; se casa con:

I. Ernestine Freiin de Strachwitz-Bruschewitz (1765-1811)
II Clementine, condesa de Hoverden-Plencken (1783-1859)
- Heinrich Bernhard (* 18 de agosto de 1768 o 1766 - † 1845), hereda a Drzewohostiz (Devohostice) seguido por su hermano como conde de Matuschka, en Moravia, canciller secreto Real-Prusiano de Justicia. Se casa :

I. Josepha, condesa de Oppersdorf
II Antonie von Oppersdorf, hermana de esta última
- Johann Bernhard Maria (* 17 de septiembre de 1768 en Pitschen - † 27 de septiembre de 1820 en Arnsdorf im Riesengebirge), Canciller Real Prusiano de Justicia, del círculo Hirschberg. Se casa en 1791 con la condesa Therese de Lodron (* 12 de enero de 1772), hija hereditaria del último conde de Lodron-Laterano.

- La abreviatura «Matt.» se emplea para indicar a Heinrich von Mattuschka como autoridad en la descripción y clasificación científica de los vegetales.[1]